# شبکه فراتر
شبکه فراتر (پیش‌تر: IRIB 4K, IR IBBI) یکی از شبکه‌های تلویزیونی دولتی کشور ایران است که توسط سازمان صدا و سیمای جمهوری اسلامی ایران مدیریت می‌شود. این شبکه، نخستین شبکه تلویزیونی فارسی‌زبان با رزولوشن ۴کی است که از آذر ۱۳۹۹ شروع به فعالیت کرد. مدیریت این شبکه را ابوالفضل صالحی بر عهده دارد.

## تاریخچه
این شبکه تلویزیونی پس از مطالعات معاونت توسعه و فناوری صدا و سیما، با کیفیت یواچ‌دی یا به اصطلاح عامیانه، فورکِی (4K) و با فناوری رنگی WCG و اچ‌دی‌آر (HDR HLG)، صدای محیطی چند کاناله، فشرده‌سازی HEVC Main 10 و نرخ ۶۰ فریم در ثانیه راه‌اندازی شده که به ادعای صدا و سیما و رسانه‌های نزدیک به آن، بالاترین سطح استاندارد پخش تلویزیونی را در جهان می‌باشد؛ همچنین شبکه فراتر مجهز به فناوری تلویزیون ترکیبی (HbbTV) نیز هست که ضمن ایجاد بستر تعامل با مخاطبان، جذابیت‌های آن را دوچندان می‌کند.
پخش آزمایشی شبکه فراتر از یک ساعت در روز آغاز شد و تا پخش شبانه‌روزی و ۴ ساعته محتوای جدید در روزهای عادی و ۶ ساعت در روزهای پایانی هفته رسید. با افزایش مخاطبان شبکه و درخواست آن‌ها مبنی بر پخش برنامه‌های متنوع‌تر، در سال ۱۴۰۱، شبکه فراتر به شبکه نسیم در معاونت سیما پیوست تا با رویکرد سرگرمی، امکان پخش برنامه‌های شاد، مفرح و متنوع از قاب این شبکه فراهم گردد.
صدا و سیما، اهداف خود را از راه‌اندازی شبکه این‌گونه عنوان کرده‌است:
تضمین آتیه رسانه ملی با ایجاد انگیزه برای شتاب در افزایش کیفیت فنی دارایی‌های محتوایی رسانه ملی، همچنین ارتقای سطح فناوری در صنعت تولید گیرنده‌های تلویزیون در داخل کشور و نیز ایجاد بستری چابک و مدرن برای بکارگیری آخرین دستاوردهای صنعت صداوتصویر درجهان مانند صدای نسل آینده (NGA) و فناوری‌های نوین تولید محتوا مانند واقعیت ترکیبی (MR, XR).
شبکه فراتر ابتدا به صورت زمینی در ۳۱ مرکز استان با تلویزیون یا گیرنده‌های مجهز به پخش تصاویر یواچ‌دی قابل دریافت بود اما از سال ۱۴۰۱ بدین‌سو، در تمامی شهرهای ایران قابل دریافت است. همچنین سیگنال این شبکه، روی ماهواره بدر ۵ که منطقه خاورمیانه را پوشش می‌دهد موجود است و می‌توان آن را توسط گیرنده‌های ماهواره‌ای که توانایی پخش تصاویر یواچ‌دی را دارند نیز دریافت کرد. پخش اینترنتی این شبکه نیز از دی‌ماه ۱۴۰۱ به وبگاه این شبکه افزوده شد.

## تلویزیون ترکیبی
با توجه به اینکه شبکه فراتر، با کیفیت و استاندارد بالا پخش می‌شود، تلویزیون‌های گیرنده این سرویس نیز به‌طور کلی به‌روز و جدید بوده و با قابلیت اتصال به اینترنت، امکان استفاده از سرویس‌های تعاملی HbbTV یا تلویزیون ترکیبی (هیبریدی) را نیز دارند. تلویزیون ترکیبی قابلیتی است که با آن، تلویزیون علاوه بر پخش عادی محتوای شبکه‌های تلویزیونی (برودکست)، قادر به نمایش محتوای اضافی و تعاملی مانند اخبار، آرشیو، جدول پخش، بازی، هواشناسی و غیره ازطریق اینترنت نیز هست و به راحتی با فشردن دکمه قرمز کنترل تلویزیون، فعال می‌شود.

## برنامه‌ها
بیشتر برنامه‌هایی که از شبکه فراتر پخش می‌شود، تولید سایر کشورهاست اما از سال ۱۴۰۲ به بعد، برخی از سریال‌های تولید شده توسط صدا و سیما مثل نجلا و دردسرهای شیرین که به صورت یو‌اچ‌دی تولید شده‌اند را نیز پخش می‌کند؛ همچنین برنامه های تلویزیونی کودک‌شو و مهمونی و فیلم های سینمایی ایرانی و خارجی نیز از این شبکه با کیفیت یواچ‌دی پخش می‌شوند.
از دیگر برنامه‌هایی که از این شبکه پخش می‌شوند، می‌توان به مستندهایی مانند سیاره زمین ۲، سیاره آبی ۲ و ایرانگرد، سریال‌ها، فیلم‌های سینمایی، پویانمایی و پخش مسابقات ورزشی به صورت زنده نیز اشاره کرد.